# Bobby Combe
James Robert „Bobby” Combe (Leith, 1924. január 29. – 1991. január 19.) skót labdarúgó-középpályás, edző.
A skót válogatott tagjaként részt vett az 1954-es labdarúgó-világbajnokságon.